# 芋生憲司
芋生 憲司（いもう けんじ）は、日本の農学者。東京大学大学院農学生命科学研究科教授。専門はバイオマスエネルギー。

## 人物・経歴
和歌山県橋本市出身。1982年三重大学農学部農業機械学科卒業。1984年東京大学大学院農学系研究科修了。1986年東京大学農学部助手。1988年農学博士。1991年宇都宮大学農学部講師。1994年宇都宮大学農学部助教授。1997年東京大学大学院農学生命科学研究科助教授。2007年東京大学大学院農学生命科学研究科准教授。2010年東京大学大学院農学生命科学研究科教授、アフリカ開発協会理事。2011年新エネルギー財団バイオマス委員会委員長、新エネルギー財団評議員。2012年日本農業機械工業会JIS原案作成委員会委員長。2016年環境共創イニシアチブ再生可能エネルギー事業者支援事業費補助金審査委員、新エネルギー・産業技術総合開発機構技術委員。2018年日本有機資源協会理事。2020年日本微細藻類技術協会代表理事。2021年関東農業食料工学会会長。専門はバイオマスエネルギー。

## 受賞
- 2002年 国際農業工学会 CIGR Outstanding Paper Award[2]
- 2003年 農業機械学会学術賞[2]
- 2009年 日本エネルギー学会バイオマス科学会議ポスター賞[2]
- 2009年 エネルギー・資源学会論文賞[2]
- 2010年 The International Conference on Biomass Energy Technologies 2010 Best Poster Award[2]
- 2015年 農業食料工学会論文賞[2]
- 2017年 日本農業工学会フェロー[2]